# Peter Parsch
Peter Parsch (* 20. April 1944 in Böhmisch Kamnitz; † 6. Juli 2009) war ein deutscher Opernsänger (Bariton).

## Leben
Peter Parsch studierte Musik mit den Vertiefungen Gesang, Trompete und Orgel in Mainz. Sein erstes Engagement hatte er 1981 am Stadttheater Mainz, 1987 wechselte er ins Ensemble des Nationaltheaters Mannheim.
Er wurde bekannt mit Titelpartien in Opern wie Wolfgang Amadeus Mozarts Figaros Hochzeit und in Gioachino Rossinis Der Barbier von Sevilla, außerdem als Dr. Falke in Johann Strauss’ Operette Die Fledermaus sowie als Henry Higgins in dem Musical My Fair Lady.
Neben seiner Opernkarriere betrieb er mit seiner Familie in der Drosselgasse in Rüdesheim am Rhein ein Weinlokal, in dem er immer wieder selbst als Sänger und Trompeter Unterhaltungsmusik spielte.